# Akrar
Akrar è un villaggio delle Isole Fær Øer compreso nel comune di Sumba nell'isola di Suðuroy con 28 abitanti (dato 2006).
È ubicata nel Lopransfjørður, un'insenatura del fiordo Vágsfjørður ed è stata fondata nel 1817.